# Dmitri Grigorjewitsch Pawlow

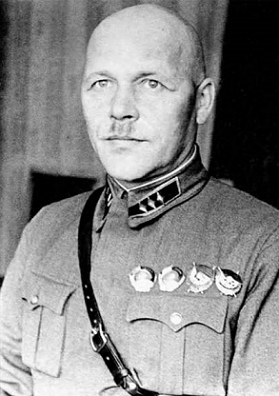
Dmitri Grigorjewitsch Pawlow (1938)

Dmitri Grigorjewitsch Pawlow (russisch Дмитрий Григорьевич Павлов, wiss. Transliteration Dmitrij Grigor'evič Pavlov; * 23. Oktoberjul. / 4. November 1897greg.; † 22. Juli 1941) war ein sowjetischer Armeegeneral und ranghöchstes Opfer der stalinschen Exekutionswelle in der Folge der katastrophalen Niederlagen, die die Rote Armee während des deutschen Überfalls auf die Sowjetunion erlitt.

## Leben
Pawlow trat 1919 in die Kommunistische Partei Russlands und die Rote Armee ein, mit der er am Russischen Bürgerkrieg teilnahm. 1928 absolvierte er die Militärakademie „M.W. Frunse“ und gehörte später zu den sowjetischen Militärberatern im Spanischen Bürgerkrieg, wo er als Held der Sowjetunion ausgezeichnet wurde. Da durch die Stalinschen Säuberungen der Roten Armee viele hohen Posten frei wurden, machte er schnell Karriere. So wurde er 1939 während des Finnischen Winterkriegs und der Grenzkonflikte mit Japan Generalinspekteur der Panzertruppen. Bei den Kämpfen um die finnische Mannerheim-Linie kam er zu der Feststellung, dass Panzer eine der Infanterie untergeordnete Rolle spielen sollten. Als einer der besten Spezialisten der Roten Armee für die mechanisierten Verbände bewies er in seinem Vortrag „Einsatz mechanisierender Verbände in modernen Angriffsoperationen“ in einer schlüssigen Stellungnahme, dass Panzer- und mechanisierte Korps sehr beweglich sind, eine große Durchbruchskraft besitzen und dabei für Artilleriefeuer sowie Luftangriffe weniger empfindlich als andere Waffengattungen sind.
1940 wurde er zum Kommandeur des Besonderen Westlichen Militärbezirks ernannt, der durch den deutschen Angriff ab dem 22. Juni 1941 zur Westfront wurde. Am 22. Februar 1941 erhielt er als einer der ersten sowjetischen Offiziere den neu geschaffenen Rang eines Armeegenerals. Nach der vernichtenden Niederlage der ihm unterstellten Truppen bei der Kesselschlacht bei Białystok und Minsk wurde er abberufen, von Stalin am 30. Juni nach Moskau beordert und durch den Erlass des Staatsverteidigungskomitees vom 16. Juli 1941 dort am 22. Juli – zusammen mit den Generälen Klimowskich, Grigorjew, Korobkow, Kosobucky, Selichow, Galaktionow sowie den Regimentskommissaren Kurotschkin und Jelisejew – vor ein Kriegsgericht gestellt und wegen Verrates rechtswidrig erschossen. Das Urteil hatte Josef Stalin bereits vor dem Prozess festgelegt. Den während des Großen Terrors üblichen Anklagepunkt der „antisowjetischen Verschwörung“, den der zuständige Militärjurist Wassili Wassiljewitsch Ulrich eingefügt hatte, ließ Stalin streichen, um den Prozess nicht in die Länge zu ziehen.
Am 31. Juli 1957 hat das militärische Kollegium des Obersten Gericht der UdSSR Pawlow voll rehabilitiert. Am 25. November 1965 wurden ihm der Titel Held der Sowjetunion und andere Auszeichnungen zurückgegeben. Erst in der Gorbatschow-Ära wurde erklärt, dass Pawlow nicht der Hauptschuldige an der Niederlage gewesen sei und die ihm gegebenen Befehle von niemandem hätten erfüllt werden können.